# Scarico (ingegneria idraulica)
Secondo la normativa vigente, si definisce scarico qualsiasi immissione di acque reflue in acque superficiali, sul suolo, nel sottosuolo e nella rete fognaria, indipendentemente dalla natura dell'inquinante, anche se sottoposte al preventivo trattamento di depurazione.

## Panoramica
Nella maggior parte dei sistemi, uno scarico è progettato per trasportare i fluidi di scarto, come lo scarico di un lavandino, in cui viene versata l'acqua quando non è più necessaria.
I parametri di progettazione e installazione di uno scarico sono sviluppati per garantire che lo scarico funzioni per lo scopo previsto, tenendo conto delle differenze di volume, delle sostanze trasportate e dei requisiti di manutenzione. Durante l'installazione dello scarico vengono presi in considerazione i principi relativi alla gravità, al vuoto, alla gradazione, ai rischi per la salute derivanti da agenti biologici e alla resistenza ai guasti funzionali.

## Coperchi di drenaggio
Un coperchio di drenaggio è una copertura con aperture (come un pozzetto fognario) o una griglia utilizzata per bloccare uno scarico per evitare l'ingresso indesiderato di corpi estranei o lesioni a persone o animali. Consente il deflusso dei liquidi ma impedisce l'ingresso di oggetti solidi di grandi dimensioni, agendo quindi come un filtro grossolano.

## Manutenzione
Gli scarichi intasati sono un problema comune nei bagni e nelle cucine. Per localizzare la posizione e la causa dell'intasamento, viene effettuata un'ispezione dello scarico. L'ispezione dello scarico fornisce un quadro completo di ciò che accade sotto il livello del suolo. L'ispezione dello scarico rivela infatti la natura del problema e le condizioni del tubo fognario, che non possono essere confermate semplicemente inserendo una sonda a molla nello scarico. In alcuni casi, è possibile eliminare l'intasamento con un detergente chimico o con un metodo meccanico. La rimozione del tubo di scarico può essere un metodo efficace per eliminare intasamenti gravi, soprattutto se causati dalla presenza di un oggetto solido.